# Ben Hpts
 (janvier 2022).
Ben HPTS, né le 27 octobre 2000, est un vidéaste, auteur et chef d’entreprise français. Il est présent sur la plateforme YouTube depuis juin 2013 et propose un contenu principalement axé autour de l’univers de Harry Potter.

## Biographie

### Jeunesse
Ben HPTS (« HPTS » pour « Harry Potter tout simplement ») est présent sur les réseaux sociaux dès ses douze ans lorsqu'il publie sa première vidéo YouTube en rentrant d'un voyage à Londres. Il se passionne pour la saga Harry Potter vers l'âge de dix ans, lorsqu'on lui fait découvrir cet univers. Il réalise d'abord des vidéos humoristiques ou informatives autour de la saga et présente de nombreux objets dérivés en vidéo, puis ouvre un compte sur Instagram, Snapchat, Twitter et TikTok. 
Sa chaine YouTube compte plus de 150 000 abonnés et cumule 21,1 millions de vues (en janvier 2022).

### Activités
En 2018, alors qu'il est âgé de dix-huit ans, Ben Hpts crée sa première entreprise en parallèle de ses études qu'il termine en 2021. Il réalise dans un premier temps des collaborations rémunérées sur les réseaux sociaux avec des marques en lien avec l'univers de Harry Potter (LEGO, Zavvi, Gallimard Jeunesse, IKKS) et d'autres autour de marques de grande consommation (Amazon Prime, Carambar, Audible, Displate...).
En 2019, il lance La Box sur Demande, une boutique en ligne Harry Potter, qui propose un concept de box surprise de produits dérivés, ainsi que de la papeterie, des vêtements ou des calendriers de l'avent.

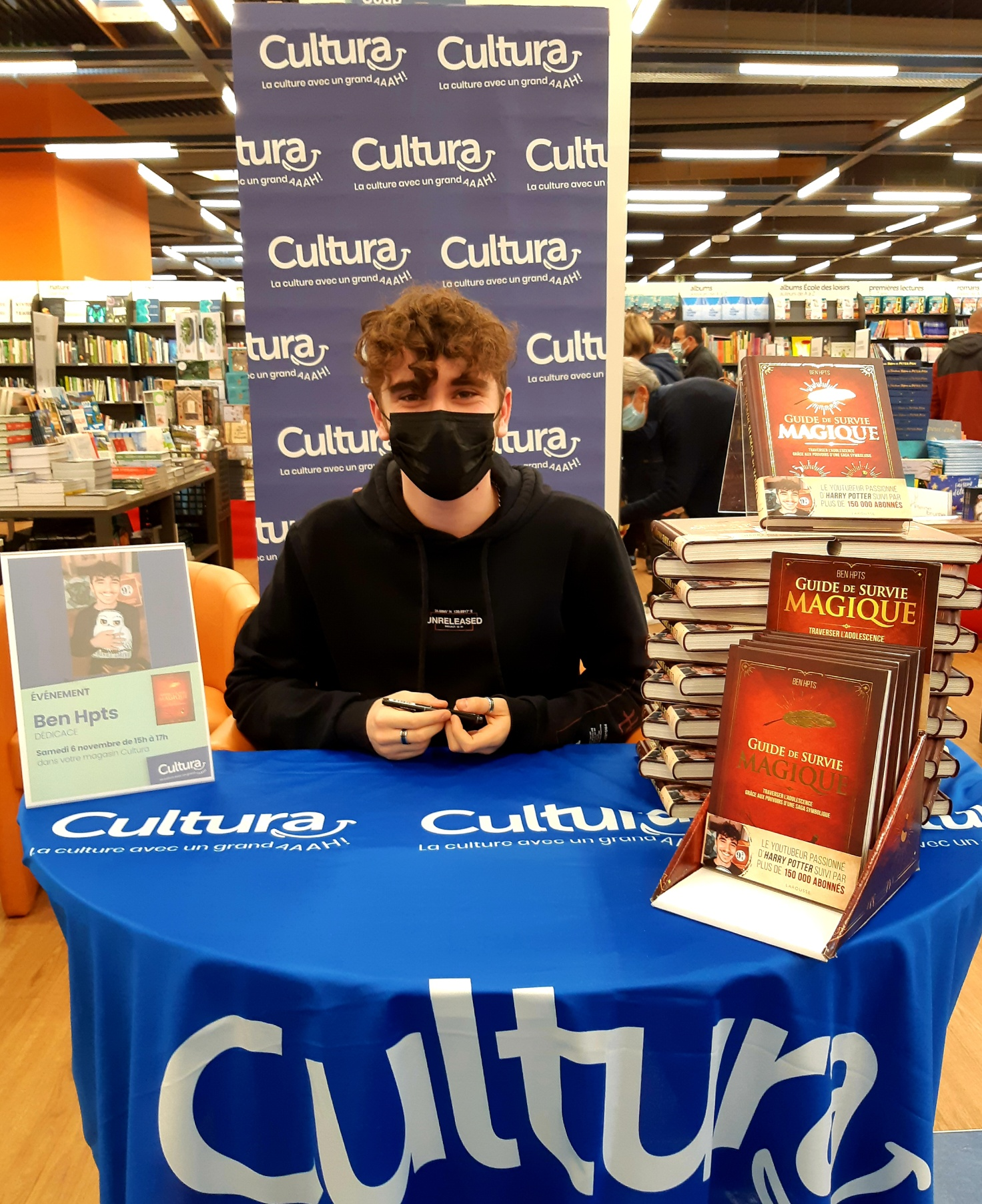
Ben HPTS, en dédicace au Cultura de Saint-Aunès en novembre 2021. Facebook Cultura.

Le 22 septembre 2021 est publié son premier ouvrage, Guide de survie magique : Traverser l'adolescence grâce aux pouvoirs d'une saga symbolique, aux éditions Larousse. Il y mêle expériences personnelles, témoignages et conseils pour surmonter les épreuves de l'adolescence en faisant des parallèles avec la saga Harry Potter. À la suite de cette publication il participe en décembre 2021 au Salon du livre et de la presse jeunesse de Montreuil et participe à une rencontre organisée par le Pass Culture autour du harcèlement et cyber-harcèlement. Il y évoque également l'acceptation de soi, et aborde de nombreux sujets qui touchent les jeunes, en partageant ses conseils personnels auprès de sa communauté. Il dénonce souvent la dangerosité des réseaux sociaux et de l'exposition numérique.
En décembre 2021, il lance un magasin éphémère Harry Potter à Lyon, le temps d'un week-end,,,,. Il s'accompagne depuis de plusieurs employés pour la gestion des collaborations, le développement des activités et la boutique en ligne.

## Publication
- Ben HPTS, Guide de survie magique : Traverser l'adolescence grâce aux pouvoirs d'une saga symbolique, Larousse, 2021, 208 p. (ISBN 978-2036007178).